# Alpha Ursae Minoris

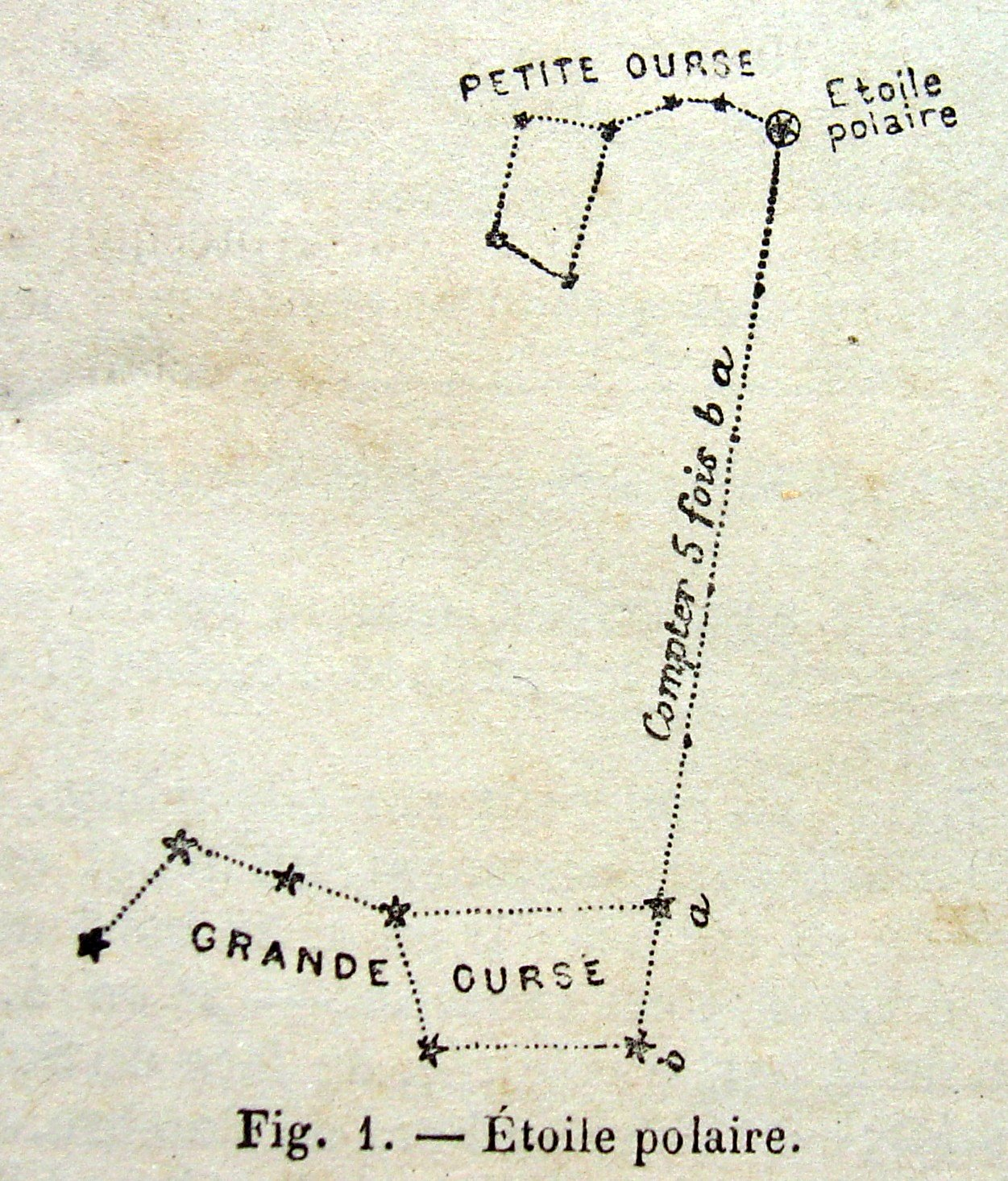
Localizarea Stelei Polare din emisfera nordică, Alpha Ursae Minoris, pornind de la Ursa Mare (Carul Mare).

Alpha Ursae Minoris (α Ursae Minoris / α UMi, potrivit denumirii Bayer, precum și Polaris, denumire adoptată de UAI, în 2016) este steaua cea mai strălucitoare din constelația Ursa Mică. Ea este cunoscută prin aceea că indică direcția polului ceresc, cu o bună precizie, fapt ce i-a conferit denumirea de Steaua Polară. Distanța sa unghiulară față de polul ceresc este de circa   0°45'. Prin faptul crucial pentru reperarea, îndeosebi în contextul navigației, toate sau aproape toate civilizațiile i-au dat un nume tradițional. Unul dintre acestea este numele tradițional de origine latină Polaris, însă există și multe alte denumiri. În limba română cea mai cunoscută și folosită denumire este Steaua Polară; o altă denumire este Steaua Nordului.

## Sistemul Polaris
Alpha Ursae Minoris este o stea multiplă ale cărei componente sunt:  steaua principal, Alpha Ursae Minoris Aa (α UMi Aa), o supergigantă; două companioane apropiate, Alpha Ursae Minoris Ab (α UMi Ab) și Alpha Minoris B (α UMi B) ; și două componente îndepărtate, Alpha Ursae Minoris C (α UMi C) și Alpha Ursae Minoris D (α UMi D).
α Ursae Minoris B a fost descoperită de astronomul William Herschel. în 1779. Ea formează, cu α Ursae Minoris A, o binară optică.
α Ursae Minoris C și α Ursae Minoris D au fost descoperite de astronomul american Sherburne W. Burnham în 1894.

## Steaua Polară, Nordul terestru
Prin poziția sa cvasiconfundată cu direcția axei de rotație terestre, toate celelalte stele de pe cer par să se rotească în jurul ei, iar în emisfera nordică ea nu apune niciodată, în timp ce ea nu este niciodată vizibilă în emisfera sudică.

Deși Shakespeare a scris: 
„Sunt tot atât de statornic ca și Steaua polară,”
 polul nord ceresc își schimbă, în realitate, poziția, de-a lungul secolelor prin precesia echinocțiilor, o lentă schimbare de direcție a axei polilor tereștri în vreo 25.800 de ani. 
Polul nord ceresc continuă să se apropie, în epoca noastră, până la atingerea direcției celei mai apropiate de aceea a stelei Polaris la 24 martie 2100 , după care se va îndepărta în mileniile următoare, până când va ajunge la o distanță unghiulară de 45°, maxim. Apoi se va apropia, puțin câte puțin, pentru a reveni la locul unde se află astăzi.
Acum 4.000 de ani, Steaua Polară era Thuban (α Draconis) ; în viitorul îndepărtat, steaua Vega (α Lyrae).
Utilitatea stelei Polaris ca ajutor în navigație (este denumită și Stella Maris, „Steaua Mării”) este atestată încă de cele mai vechi scrieri asiriene. Este ușor să găsești Polaris prelungind linia trasată imaginar pornind de la β Ursae Majoris (Merak) prin α Ursae Majoris (Dubhe), cele două stele care formează spatele Carului Mare, caracteristic Ursei Mari, cu „de cinci ori distanța dintre stelele α și β Ursae Majoris.” Sau se poate să se urmeze porțiunea dreaptă a vârfului central al lui „W” din Cassiopeia.
În epoca noastră, Polaris nu are echivalent în vecinătatea Polului sud ceresc; steaua cea mai apropiată de Polul sud ceresc, σ Octantis, este prea puțin luminoasă. Totuși Crucea Sudului își îndreaptă vârful spre Polul Sud și este utilizată pentru a-l repera (deși cu o mai mică precizie decât Polaris, în ceea ce privește Polul Nord)
Alpha Ursae Minoris este una dintre cele opt stele care pot juca rolul de Stea polară, în ciclul precesiei de circa 25.800 de ani a axei Pământului.
Celelalte stele sunt: 
- Tau Herculis (din Hercule),
- Vega (din Lira),
- Alpha Pictoris (din Pictorul)
- Alpha Cephei (din Cefeu),
- Errai (din Cefeu),
- Kappa Draconis (din Dragonul),
- Thuban (din Dragonul).

## Caracteristici proprii
Polaris se află la circa 431 de ani-lumină de Terra (măsurătoare efectuată de David Turner de la Universitatea din Halifax cu telescopul rus BTA-6). Este o variabilă cefeidă supergigantă, cu companioni mai mici.
Polaris începuse să se distingă de toate celelalte stele variabile în 1899 cel puțin (când s-au făcut primele măsurători precise). În acea epocă magnitudinea sa aparentă (luminozitatea) varia cu circa o zecime, pe un ciclu de patru zile, adică o variație a strălucirii de vreo 25%. Apoi amplitudinea acestei variații a început să se diminueze, mai întâi încet, apoi din ce în ce mai repede.
Ziaristul științific Serge Jorda a scos în evidență în iunie 1994 un fapt bizar și totuși puțin cunoscut de astronomi —  sau în tot cazul necomentat: în 1994, luminozitatea stelei s-a stabilizat complet. Variațiile luminozității lui Polaris par totuși să urmeze un ritm complex. Ele au revenit de altfel și sunt în creștere.

## Denumiri
Polaris este numele propriu al stelei care a fost aprobat de Uniunea Astronomică Internațională la data de 20 iulie 2016.  Printre numeroasele nume ale stelei Alpha Ursae Minoris, se află cel de origine greacă Kinosura, sau Cynosura (o fostă constelație din care făcea parte această stea era un câine), precum și Yilduz, Mismar, Navigatoria, Tramontana, Phoenice (aluzie la natura sa circumpolară), Polyarnaya, și Alruccaba, uneori ortografiat Alruccabah sau Al'rukaba.

## Istorie
Alpha Ursae Minoris, ca stea mereu vizibilă pe cerul nocturn al emisferei nordice și astrul cel mai strălucitor al constelației Ursa Mică, este cunoscută încă din Preistorie.
La 4 februarie 2008, NASA a difuzat cântecul Across The Universe prin Calea Lactee pentru a sărbători a 40-a aniversare a înregistrării acestuia. Cântecul va călători cu viteza luminii timp de peste patru secole pentru a ajunge la destinația sa, Alpha Ursae Minoris.